# Eutheriodontia
Eutheriodontia — клада терапсид, що включає Therocephalia та Cynodonta. Клада був зведена у 1986 році, і тісний взаємозв'язок між тероцефалами і цинодонтами був визнаний протягом багатьох років. Тероцефали і цинодонти, як вважають, розійшлися в середній пермі і кожна група самостійно розвивали риси, що характерні для ссавців, у тому числі наявність вторинного піднебіння і втрата заочноямкової кістки.